# Sumpf-Pippau
Der  Sumpf-Pippau (Crepis paludosa) ist eine Pflanzenart aus der Gattung Pippau (Crepis) innerhalb der Familie der Korbblütler (Asteraceae).

## Beschreibung

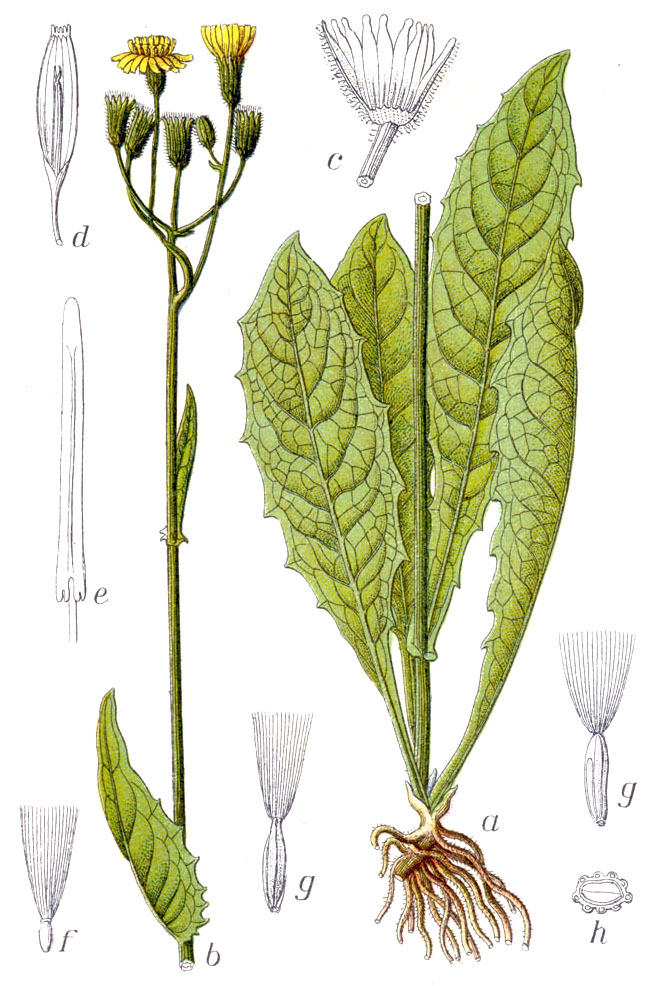
Illustration

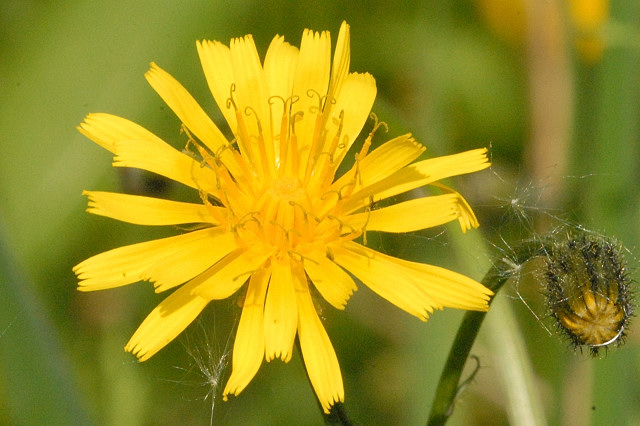
Blütenkorb im Detail, gut zu erkennen sind die zwei Griffeläste

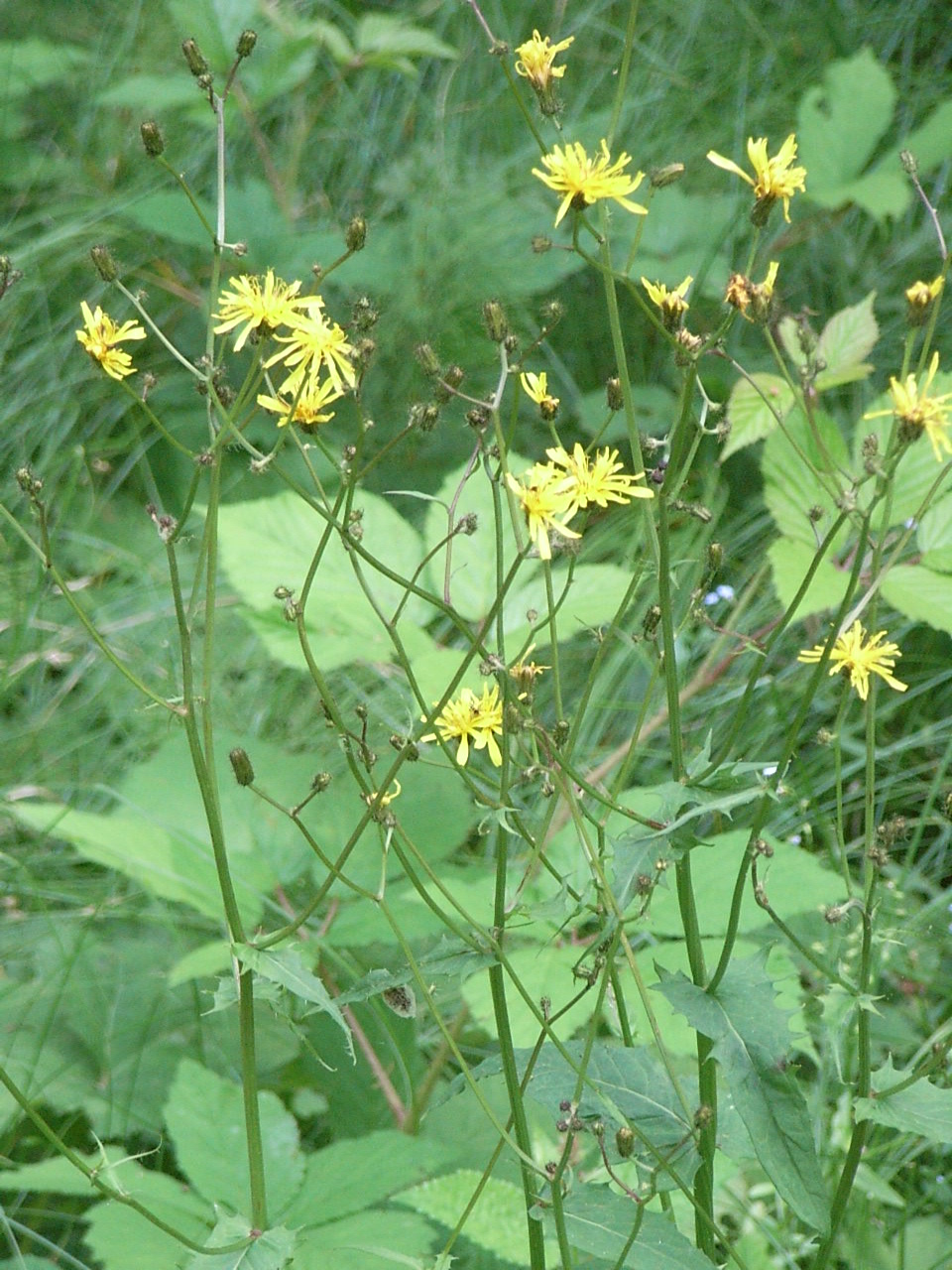
Gesamtblütenstände

### Vegetative Merkmale
Im Unterschied zum zweijährigen Wiesen-Pippau ist der Sumpf-Pippau eine sommergrüne, ausdauernde krautige Pflanze. Er weist eine dunkle, kräftige Wurzel auf. Der Sumpf-Pippau erreicht Wuchshöhen von 30 bis 80, ausnahmsweise bis zu 120 Zentimetern. Der röhrige, meist verzweigte Stängel ist spärlich abstehend beblättert.
Die großen, breit-eiförmigen, kahlen, unterseits bläulichen Laubblätter sind buchtig gezähnt; die oberen Laubblätter sind mit einem herz- oder spießförmigen und spitzen Öhrchen stängelumfassenden Spreitengrund.  

### Generative Merkmale
Die Blütezeit liegt zwischen Mai und August. Die körbchenförmigen Blütenstände befinden sich locker angeordnet in einem endständigen, Doldentraubigen oder rispigen Gesamtblütenstand. Die Stiele der Blütenkörbe sind nicht verdickt. Die Korbhülle ist glockig. Die 8 bis 12 Millimeter langen Hüllblätter sind kurz schwärzlich behaart und drüsig. Die äußeren Hüllblätter sind höchstens halb so lang wie die innerene. Der Blütenkorb enthält nur Zungenblüten. Die Zungenblüten sind gelb. Der Griffel ist schwärzlich-grün.
Die kastanienbraunen Achänen sind 4 bis 5 Millimeter lang und weisen zehn glatte Rippen auf. Der Pappus ist schmutzig-gelblich-weiß, spröde und zerbrechlich. 
Die Chromosomenzahl beträgt 2n = 12.

## Ökologie
Die Bestäubung erfolgt durch Bienen, Fliegen und Falter. Die Ausbreitung der Diasporen, es sind die Achänen, erfolgt durch den Wind.
Gallbildungen werden durch eine Eriophyidarum-Art hervorgerufen. An Pilzarten wurden beim Sumpf-Pippau beobachtet: Bremia lactucae, Erysibe cichoriacearum, Protomyces pachydermus, Puccinia lampsanae, Puccinia maior und Sphaerotheca humuli.

## Vorkommen
Der Sumpf-Pippau gehört zu den nordisch-eurasisch-subozeanen Florenelementen. Er kommt in Mittel-, Ost- und Nordeuropa sowie auf den Britischen Inseln, in der Türkei und im westlichen Sibirien vor.
In Deutschland ist er weit verbreitet und nur in den Wärme- und Trockengebieten selten. In den Alpen gedeiht er meist bis in Höhenlagen von 1900 Meter. In den Allgäuer Alpen steigt er in Vorarlberg zwischen Unterkrumbach und Haldenwanger Eck bis in eine Höhenlage von 1780 Meter auf. In der Steiermark und im Kanton Wallis erreicht er eine Höhenlage von 2000 Meter, bei Arosa 2020 Meter, im Bernina-Gebiet 2120 Meter und im Samnaun kommt er bis in Höhenlagen von 2200 Metern.
Der Sumpf-Pippau ist eine Halblichtpflanze der Feuchtwiesen und Quellmoore, der Bruch- und Auwälder sowie der Hochstaudenfluren und Gebüsche. Er gedeiht auf nassen, nährstoffreichen und humosen Tonböden. Er ist in Mitteleuropa eine Calthion-Verbandscharakterart.
Die ökologischen Zeigerwerte nach Landolt et al. 2010 sind in der Schweiz: Feuchtezahl F = 4+w (nass aber mäßig wechselnd), Lichtzahl L = 3 (halbschattig), Reaktionszahl R = 4 (schwach sauer bis neutral), Temperaturzahl T = 3 (montan), Nährstoffzahl N = 3 (mäßig nährstoffarm bis mäßig nährstoffreich), Kontinentalitätszahl K = 2 (subozeanisch).